# گوستاو لانشنر
گوستاو لانشنر (آلمانی: Gustav Lantschner; ۱۲ اوت ۱۹۱۰ – ۱۹ مارس ۲۰۱۱) اسکی‌باز آلپاین اهل اتریش بود.